# Syndrom Marii Antoniny
Syndrom Marii Antoniny – nagłe wybielenie włosów, osiwienie.
Wydarzeniem które zainspirowało nazwę zjawiska była obserwacja, że włosy francuskiej królowej Marii Antoniny zmieniły kolor na zupełnie biały, kiedy została pojmana podczas ucieczki do Varennes w czasie francuskiej rewolucji.

Świadkowie twierdzili, że włosy Antoniny robiły się białe podczas trzech osobnych wydarzeń.

## Inne wydarzenia w historii
Pierwszym historycznie zapisanym podobnym wydarzeniem, w Talmudzie, jest pojawienie się białych kosmyków włosów u 17-letniego żydowskiego uczonego w wyniku przepracowania.
Inne podobne wydarzenia również pojawiają się na przestrzeni dziejów, głównie w przypadkach wojen, tortur, nagłego uniknięcia śmierci itp.

## Przyczyny
Postuluje się autoimmunologiczną genezę zjawiska. Np. jako wariant łysienia plackowatego, które znane jest z tego, że potrafi objąć cebulki pigmentowane pozostawiając nienaruszonymi jedynie włosy które zdążyły osiwieć.
Wyzwalanie mechanizmów autoimmunologicznych powodujących siwienie mogą spowodować takie wydarzenia jak:
- gwałtowny smutek i/lub strach
- ataki wściekłości
- ekstremalny stres
- nagła tragiczna wiadomość